# Didectoprocnemis cirtensis
Didectoprocnemis cirtensis là một loài nhện trong họ Linyphiidae. Chúng được Eugène Simon miêu tả năm 1884 và được tìm thấy ở Algeria, Pháp, Hy Lạp, Morocco, Bồ Đào Nha, và Tunisia.